# Andrea Carandini

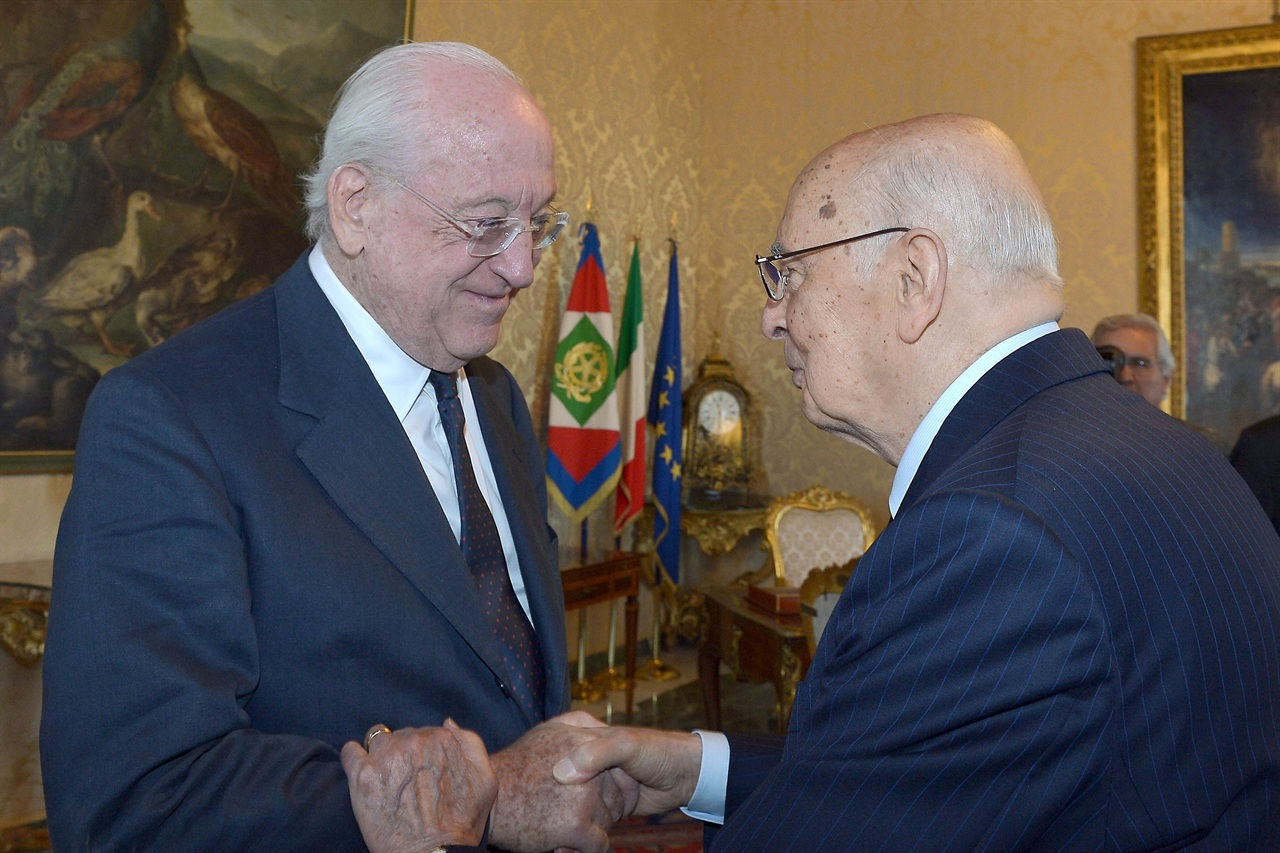
Andrea Carandini (links) und Giorgio Napolitano, 2014

Andrea Carandini (geboren am 3. November 1937 in Rom) ist ein italienischer Klassischer Archäologe.
Andrea Carandini, Sohn des italienischen Botschafters und Politikers Nicolò Carandini, studierte Klassische Archäologie an der Universität La Sapienza in Rom bei Ranuccio Bianchi Bandinelli, der ihn 1962 für eine Arbeit über die Mosaiken der Villa von Piazza Armerina promovierte. Es folgten Jahre als wissenschaftlicher Assistent und Dozent an der  La Sapienza und der Universität Siena, an der er zudem von 1980 bis 1983 als außerordentlicher Professor lehrte. Im Jahr 1984 berief ihn die Universität Pisa auf den Lehrstuhl für Klassische Archäologie und antike Kunstgeschichte, den er bis 1992 innehatte. In diesem Jahr wurde er auf den entsprechenden Lehrstuhl an die La Sapienza berufen. Zugleich lehrte er Methodik und Ausgrabungstechnik an der Scuola di Specializzazione di Archeologia der Universität. Im Jahr 2010 wurde er in den Ruhestand versetzt.
Im Jahr 2006 erhielt Carandini die Goldmedaille des Staates Italien für die Verdienste um Schule, Kultur und Kunst (medaglia ai benemeriti della scuola, della cultura e dell’arte). Von 2009 bis 2011 war er Präsident des Consiglio superiore dei beni culturali, seit 2013 ist er Präsident des Fondo Ambiente Italiano.
Andrea Carandini war seine gesamte Karriere hindurch immer aktiver Ausgräber. Bedeutend waren seine Untersuchungen in der Villa von Piazza Armerina, die er mit Unterbrechungen von 1964 bis 1982 durchführte. Neben Ausgrabungen in den Terme del Nuotatore Ostia in Ostia Antica, Volterra, Veji und Pompeii waren vor allem seine Ausgrabungen der Villa von Settefinestre von herausragender Bedeutung. Hinzu kamen ab 1985 wichtige Ausgrabungen in Rom, die den Abhängen des Palatin galten und wichtige Erkenntnisse zur Lokalisierung der frühesten Anlagen Roms aus der Königszeit und zur Roma quadrata erbrachten. Seine umfassenden Erfahrungen im Ausgrabungswesen hat er in Lehre und zahlreichen Publikationen weitergegeben. Weitere Schwerpunkte seiner wissenschaftlichen Arbeit waren die Produktionsverhältnisse der römischen Landwirtschaft, die Bedeutung des Sklavenwesens für die Bewirtschaftung römischer Landvillen und Latifundien.

## Veröffentlichungen (Auswahl)
Eine umfassende Bibliographie der Schriften Andrea Carandinis bis 2008 bietet: Maria Cristina Capanna, Maria Teresa D’Alessio (Hrsg.): Bibliografia di Andrea Carandini in occasione dei suoi settanta anni. Fabrizio Serra Editore, Pisa/Rom 2008.
- Ricerche sullo stile e la cronologia dei mosaici della villa di Piazza Armerina. "L’Erma" di Bretschneider, Rom 1964.
- Archeologia e cultura materiale. Lavori senza gloria nell’antichità classica. De Donato, Bari 1975.
- Storie dalla terra. Manuale dello scavo archeologico. Bari 1981.
- mit Andreina Ricci, Mariette De Vos: Filosofiana. La villa di Piazza Armerina. Immagine di un aristocratico romano al tempo di Costantino. Flaccovio, Palermo 1982.
- Schiavi in Italia: gli strumenti pensanti dei Romani fra tarda Repubblica e medio Impero. Nuova Italia Scientifica, Rom 1988.
- La nascita di Roma. Dèi, Lari, eroi e uomini all'alba di una civiltà. Einaudi, Turin 1997 (= Die Geburt Roms. Aus dem Italienischen von Karl Pichler. Artemis & Winkler, Düsseldorf/Zürich 2002).
- Giornale di Scavo: pensieri sparsi di un archeologo. Einaudi, Turin 2000.
- Archeologia del mito. Emozione e ragione fra primitivi e moderni. Einaudi, Turin 2002.
- Remo e Romolo. Dai rioni dei Quiriti alla città dei Romani (775/750 – 700/675 a.C.). Einaudi, Tourin 2006.
- Roma. Il primo giorno. Laterza, Rom/Bari 2007.
- Archeologia classica. Vedere il tempo antico con occhi del 2000. Einaudi, Turin 2008.
- Le case del potere nell’antica Roma. Laterza, Rom/Bari 2010.
- Re Tarquinio e il divino bastardo. Storia della dinastia segreta che rifondò Roma. Rizzoli, Mailand 2010.
- Res publica. Come Bruto cacciò l’ultimo re di Roma. Rizzoli, Mailand 2011.
- La fondazione di Roma raccontata da Andrea Carandini. Laterza, Rom/Bari 2011.